# Urszula Sipińska (album)
Urszula Sipińska – debiutancki album Urszuli Sipińskiej, wydany w 1971 roku. Przy nagraniach artystce towarzyszyła orkiestra Warszawskie Smyczki pod dyrekcją Marka Sewena. W latach 1971–1972 sprzedano łącznie ponad 140 tysięcy egzemplarzy wydawnictwa. W 2001 roku album został wydany na płycie kompaktowej z bonusowymi nagraniami.

## Lista utworów
Strona A:
1. „Ale nie z tobą”
2. „Be My Baby Tonight”
3. „Tam gdzie topole”
4. „Jak tam jest”
5. „Pojedziemy do Krakowa”
6. „One More Flower Blooms and Dies”

Strona B:
1. „Zapomniałam”
2. „Razem z moim psem”
3. „Nim zakwitnie tysiąc róż”
4. „It's Too Late Now”
5. „Po prostu noc”
6. „Urszula Kochanowska”

Bonusy na wersji CD:
1. „Dłonie bliskie, dłonie dalekie”
2. „Kwiat”
3. „Poziomki”
4. „Trzymając się za ręce”